# イオンモール鹿児島
イオンモール鹿児島（イオンモールかごしま）は、鹿児島県鹿児島市東開町に立地するイオン九州株式会社運営のモール型ショッピングセンターである。

## 概要
イオングループ、ジャスコの鹿児島県内初の本格的なモール型ショッピングセンターとして、イオン鹿児島ショッピングセンターの名称で2007年（平成19年）10月6日に開業し、2011年（平成23年）11月21日に現行の名称に改称された。
建物は地上5階建てで、4階・5階と屋上は駐車場となっている。商業面積は鹿児島中央駅ビルのアミュプラザ鹿児島（38,000m2）を上回る鹿児島県内最大の78,000m2である。専門店部分のモール長は約220mである。
イオン九州側は当初、鹿児島市と隣接する南九州市（旧・川辺郡川辺町、川辺郡知覧町）、日置市の約75万人を商圏と定めていた。実際には指宿市や南さつま市を含めた南薩地域を中心に、北薩地域や大隅半島からも来客があり、2012年（平成24年）現在においては鹿児島県全域を商圏に設定している。
年間およそ1000万人が来場し、2011年（平成23年）には1060万人が来場した。2007年10月2日のプレオープン時には開店前から4,000人ほどの列ができ、最前列の客は前日の21時から並んだ。
当モールを出店するまで、鹿児島県内のイオングループの店舗は、マックスバリュ・くらし館（マックスバリュ九州、殆どの店舗が壽屋からの引き継ぎ）とサティ（イオン九州、旧マイカル九州）が存在するのみで、これらは新規出店ではなく運営母体の変更による進出であり、その時期も2000年代前半である。このため、イオン鹿児島ショッピングセンター（当時）の開業は、イオングループの鹿児島県への本格進出とみることができる。
2007年（平成19年）10月6日の開店記念式典において、岡田元也イオン株式会社社長が参列した。イオングループは開業予定の2007年10月からはるか以前から広告を打ち出しており（例：鹿児島市交通局の車両にラッピング）、2007年8月にはスポットCMとしてイオングループのCMが放送されていた。
鹿児島港経由で訪れる中国人観光客への対応も銀聯の導入で天文館（鹿児島市中心市街地）の先手を打ち、集客にも成功した。
開業当初にはシネマコンプレックスの設置構想があったものの、用途地域の規制により実現は難しいとされている。
なお、「イオン鹿児島ショッピングセンター」の名称が決定する前の仮称はイオン鹿児島東開ショッピングセンター（イオンかごしまとうかいショッピングセンター）であり、これが大規模小売店舗立地法に基づく届出店舗名となっている。

## 沿革

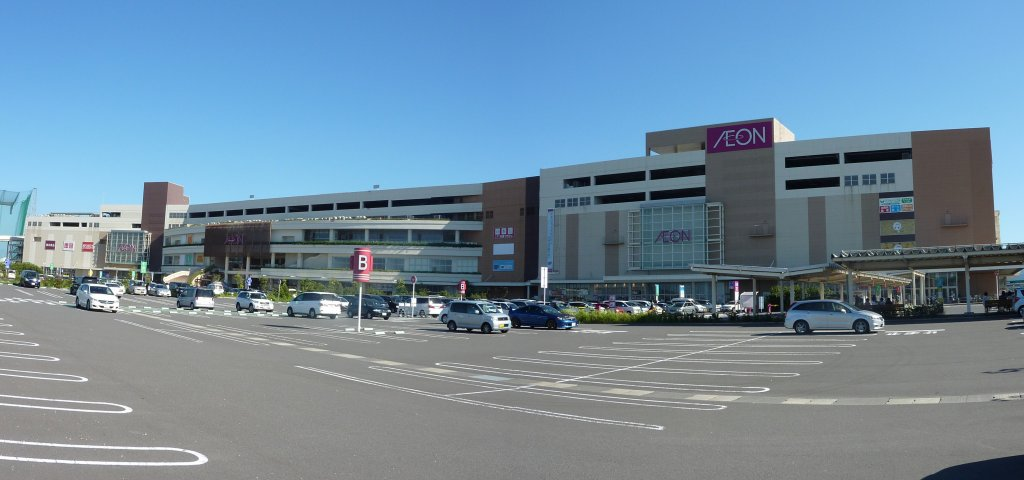
増床前の店舗外観（撮影年不詳）

- 2002年7月 - イオン九州が、岩崎産業の所有する木材団地・木材加工団地の貯木場南側の土地（約4万8000平方メートル）の所有権取得、もしくは貸借契約の交渉を開始する[11]。
- 2004年（平成16年）
  - 3月 - イズミ（ショッピングセンター「ゆめタウン」などを展開する広島市の企業）が旧・鹿児島合板工業跡地（約1万8000平方メートル）の土地を取得する[12]。イズミの鹿児島市出店断念後、この土地には鹿屋市に本社を置くホームセンターきたやま東開店が2009年に開業している[13]。
  - 5月14日 - 鹿児島市が木材団地・木材加工団地の用途地域を「工業専用地域」から変更。これにより商業施設の出店が可能となる[12]。
  - 5月20日 - イオンが木材団地と木材加工団地にまたがる用地の貸借契約の交渉中であることを、南日本新聞が報じる[12]。
- 2005年（平成17年）
  - イオン九州と岩崎産業の間で土地所有権の係争が発生し裁判沙汰となる。
  - 4月 - イオン九州と岩崎産業の間での訴訟の第1回弁論が行われる。岩崎産業側は「イオン九州と契約は成立しておらず、別の1社にも契約書案などを提示しており、同社への売却を決めた旨をイオン九州側へ通知済みである」と主張する[14]。
  - 6月 - イズミが上記訴訟への参加を鹿児島地方裁判所へ申請する。イズミ側は「2005年1月に岩崎産業と売却契約が成立した」との認識であった[14]。
  - 7月12日 - イオン九州と岩崎産業で土地所有権に係る和解が成立[11]。
  - 7月13日 - イオン九州が岩崎産業が所有していた土地を取得する。金額は非公表[11]。
- 2006年（平成18年）
  - 5月16日 - 届出。
  - 12月5日 - 着工。
- 2007年（平成19年）
  - 9月4日 - 開業予定日を正式に決定[3]。
  - 9月9日 - 「イオンふるさとの森づくり」植樹祭開催[15]。
  - 10月2日 - ソフトオープン（近隣住民及びイオンカード会員向け）[3]。
  - 10月6日 - 正式開業[1]。
- 2008年（平成20年）3月1日 - ジャスコ・専門店全店でWAON導入。
- 2011年（平成23年）
  - 3月1日 - 核店舗の名称をジャスコ鹿児島店からイオン鹿児島店に改称。
  - 11月21日 - SCの名称をイオン鹿児島ショッピングセンターからイオンモール鹿児島に改称[4]。
- 2013年（平成25年）
  - 11月21日・11月22日 - 全館休館
  - 11月23日 - 増築部分が完成しリニューアルオープン。新規出店の80店舗のうち46店舗が鹿児島県初進出の店舗である[16]。

## 主なテナント
核店舗のイオン鹿児島店のほか、170の専門店テナントが出店している。開業時点ではうち104店が鹿児島県初出店であった。
出店テナント全店の一覧・詳細情報は公式サイト「ショップリスト」を、営業時間は公式サイト「モールガイドの営業時間」を、ATMを設置する金融機関の詳細は公式サイト「ショップリストのATM」を参照。

## 独自展開
当モールでは独自に月刊フリーペーパー『はな＊うた』を発行している。

## 交通アクセス
- 鹿児島市電：谷山電停、各周辺団地、九州旅客鉄道（JR九州）鹿児島駅・鹿児島中央駅および鴨池港より路線バスが運行されている。バスの時刻表は『九州のバス時刻表』（公式サイト）にて検索ができるほか、公式サイト「バス時刻表」も参照。所要時間は谷山電停約6分、鴨池約20分、鹿児島中央駅約30分、鹿児島駅約40分。
- 自家用車利用の場合は、産業道路（鹿児島県道217号郡元鹿児島港線）の東開町交差点（看板有り）を折れ東進すると行き着く。